# Soulane

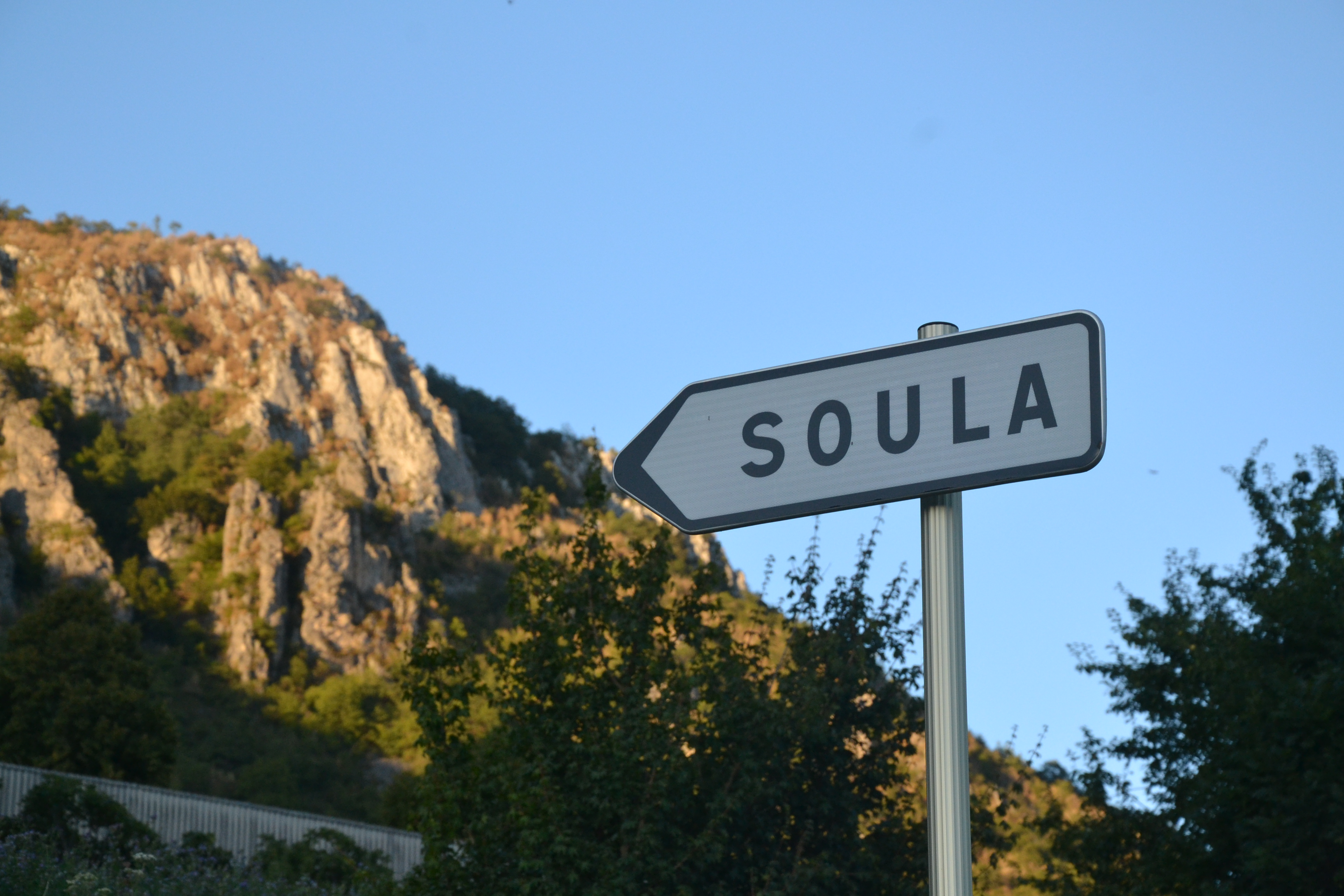
Le village de Soula (Ariège), tirant son nom de sa situation en soulane (versant sud du massif du Plantaurel).

Soulane ou soulan est un terme géographique utilisé dans les Pyrénées, pour désigner un lieu (versant) exposé au soleil. Dans les autres montagnes, le terme synonyme est l'adret.

## Géographie
Soulan, soulaa (ancien béarnais) ou soulane, est un mot gascon désignant un lieu exposé au soleil, dans les Pyrénées. C'est le versant (d'une montagne ou d'une vallée) exposé au sud, et qui est donc plus ensoleillé (sou : soleil en gascon) que le versant orienté au nord, avec des différences de température souvent importantes.
Le long de la chaine axiale, les vallées pyrénéennes (françaises) sont assez étroites et principalement de direction nord-sud, avec un versant de vallée exposé à l'ouest et l'autre versant exposé à l’est.

## Toponymie
Outre des lieux-dits, le mot soulan est présent dans le nom de deux communes françaises d'Occitanie (région administrative) :
- Soulan est une commune du département français de l'Ariège située dans le bassin du Salat (ancienne province du Couserans).
- Soula est une autre commune du département de l'Ariège, qui fait partie du pays de Foix historique.
- L'ancienne commune de Soulan est devenue par fusion Saint-Lary-Soulan, une commune du département français des Hautes-Pyrénées.